# Liste der Staatsoberhäupter 125 v. Chr.
Übersicht
◄◄ | ◄ | 129 v. Chr. | 128 v. Chr. | 127 v. Chr. | 126 v. Chr. | Liste der Staatsoberhäupter 125 v. Chr. | 124 v. Chr. | 123 v. Chr. | 122 v. Chr. | 121 v. Chr. | ► | ►►

Weitere Ereignisse

## Afrika
- Ägypten
  - König: Ptolemaios VIII. (144–116 v. Chr.)

- Massylier
  - König: Micipsa (148–118 v. Chr.)

## Asien
- Armenien
  - König: Artavasdes I. (160–120 v. Chr.)

- Bithynien
  - König: Nikomedes III. (128–94 v. Chr.)

- Charakene
  - König: Hyspaosines (127–124 v. Chr.)

- China
  - Kaiser: Han Wudi (141–87 v. Chr.)

- Iberien (Kartlien)
  - König: Mirian I. (159–109 v. Chr.)

- Indien
  - Indo-Griechisches Reich
    - König: Menandros (165–125 v. Chr.)
    - König: Straton I. (125–115 v. Chr.)

  - Shatavahana
    - König: Satakarni II. (152–96 v. Chr.)

  - Shunga
    - König: Pulindaka (ca. 130–ca. 125 v. Chr.)
    - König: Ghoshavasu (ca. 125–ca. 120 v. Chr.)

- Japan (Legendäre Kaiser)
  - Kaiser: Kaika (157–98 v. Chr.)

- Judäa
  - König: Johannes Hyrkanos I. (135–104 v. Chr.)

- Kommagene
  - König: Samos II. (130–109 v. Chr.)

- Korea
  - Buyeo
    - König: Gohaesa (170–121 v. Chr.)

  - Wiman Joseon
    - König: Ugu (um 130–108 v. Chr.)

- Osrhoene
  - König: Abdu (127–120 v. Chr.)

- Partherreich
  - Schah (Großkönig): Artabanos I. (128–123 v. Chr.)

- Pontos
  - König: Mithridates V. (152/151–120 v. Chr.)

- Seleukidenreich
  - König: Demetrios II. (129–125 v. Chr.)
  - König: Antiochos VIII. (125–96 v. Chr.)
  - Regentin: Kleopatra Thea (125–121 v. Chr.)
  - Gegenkönig: Alexander II. Zabinas (129–125 v. Chr.)

## Europa
- Bosporanisches Reich
  - König: Pairisades IV. Philometor (ca. 150–ca. 125 v. Chr.)
  - König: Pairisades V. (125–108 v. Chr.)

- Odrysisches Königreich
  - König: Beithys (170–120 v. Chr.)

- Römisches Reich
  - Konsul: Marcus Plautius Hypsaeus (125 v. Chr.)
  - Konsul: Marcus Fulvius Flaccus (125 v. Chr.)